# Alison Eastwood
Alison Eastwood (Santa Monica, 1972. május 22. –) amerikai színésznő, filmrendező, Clint Eastwood lánya.

## Fiatalkora és családja
1972. május 22-én született a kaliforniai Santa Monicában, Margaret Neville Johnson és Clint Eastwood lányaként. Egy testvére van, Kyle, illetve apai ágról hat féltestvére: Laurie, Kimber, Scott, Kathryn, Francesca és Morgan.
A Santa Catalina School magániskola növendéke volt a kaliforniai Montereyben, majd tanulmányait a Pebble Beach-i Stevenson Schoolban folytatta. A Kaliforniai Egyetem Santa Barbara kampuszának hallgatója volt, de nem szerzett diplomát.

## Pályafutása
Gyerekszínészként Clint Eastwood filmjeiben tűnt fel kisebb szerepekben, elsőként az 1980-as Bronco Billy és Bármi áron című művekben. 1984-ben a Kötéltánc című akcióthrillerben játszott apja oldalán, ezt 1997-ben az Államérdek és az Éjfél a jó és rossz kertjében követte.
Eközben divatmodellként is dolgozott, számos magazin címlapján feltűnt. 2003-ban a Playboy magazin felkérésére meztelen fotózást vállalt.
2007-ben debütált filmrendezőként a Kevin Bacon és Marcia Gay Harden főszereplésével készült Sorsvonat című filmdrámával. Tíz évvel később a hasonló műfajú Battlecreek rendezője volt, melynek főbb szerepeit Bill Skarsgård, Paula Malcomson és Claire van der Boom kapta meg. 2018-ban az apja rendezésében és főszereplésével készült A csempész mellékszereplője volt.

## Magánélete
1999 és 2000 között Kirk Fox amerikai színész felesége volt. Második házasságát 2013-ban kötötte Stacy Poitras szobrásszal.
Alison lelkes állatvédő, az Eastwood Ranch Foundation szervezet megalapítója.

## Filmográfia

### Film
| Év   | Magyar cím                    | Eredeti cím                             | Szerep                  | Magyar hang       |
| ---- | ----------------------------- | --------------------------------------- | ----------------------- | ----------------- |
| 1980 | Bronco Billy                  | Bronco Billy                            | gyermek az árvaházban   |                   |
| 1980 | Bármi áron                    | Any Which Way You Can                   | gyerek                  |                   |
| 1984 | Kötéltánc                     | Tightrope                               | Amanda Block            | Somlai Edina      |
| 1984 | Kötéltánc                     | Tightrope                               | Amanda Block            | Mánya Zsófia      |
| 1997 | Államérdek                    | Absolute Power                          | művészhallgató          |                   |
| 1997 | Éjfél a jó és rossz kertjében | Midnight in the Garden of Good and Evil | Mandy Nicholls          | Farkasinszky Edit |
| 1998 | Nem fog fájni, ez csak szex!  | Just a Little Harmless Sex              | Laura                   |                   |
| 1998 |                               | Suicide, the Comedy                     | Amanda                  |                   |
| 1999 | Bajnokok reggelije            | Breakfast of Champions                  | Maria Maritimo          | Erdős Borcsa      |
| 1999 |                               | Friends & Lovers                        | Lisa                    |                   |
| 1999 | Szolgálatban, szerelemben     | Black and White                         | Lynn Dombrowsky         | Götz Anna         |
| 2000 | Ahogy tetszem                 | If You Only Knew                        | Samantha                |                   |
| 2002 | Biliárd életre-halálra        | Poolhall Junkies                        | Tara                    |                   |
| 2002 |                               | The Bend (rövidfilm)                    | Sue Morris              |                   |
| 2002 | Tomboló föld                  | Power Play                              | Gabriella St. John      | Rudolf Teréz      |
| 2005 |                               | Flatbush (rövidfilm)                    | Shellman                |                   |
| 2005 | Bukott angyal                 | The Lost Angel                          | Billie Palmer nyomozó   | Orosz Anna        |
| 2005 |                               | Don't Tell                              | Raphael                 |                   |
| 2006 |                               | How to Go Out on a Date in Queens       | Karen                   |                   |
| 2006 | Szellemes szerelem            | Waitin' to Live                         | Harriett Williams       |                   |
| 2007 | Sorsvonat                     | Rails & Ties                            | filmrendező             |                   |
| 2007 | Mexikói éjszaka               | One Long Night                          | Wendy                   |                   |
| 2010 |                               | Once Fallen                             | Kat                     |                   |
| 2011 |                               | Henry (rövidfilm)                       | Laura                   |                   |
| 2013 |                               | The Door                                | Sophie Lacombe          |                   |
| 2014 |                               | Finding Harmony                         | Sam Colter              |                   |
| 2014 |                               | C.R.U.                                  | Allison Doyle-Ewansiha  |                   |
| 2015 |                               | Unity (dokumentumfilm)                  | narrátor                |                   |
| 2017 |                               | Battlecreek                             | filmrendező és producer |                   |
| 2018 | A csempész                    | The Mule                                | Iris                    | Orosz Anna        |

### Televízió
| Év   | Magyar cím            | Eredeti cím         | Szerep             | Megjegyzések                                              |
| ---- | --------------------- | ------------------- | ------------------ | --------------------------------------------------------- |
| 2000 | Az erdei forrás titka | The Spring          | Sophie Weston      | tévéfilm                                                  |
| 2004 | Örökké látni foglak   | I'll Be Seeing You  | Patricia Collins   | tévéfilm                                                  |
| 2004 |                       | They Are Among Us   | Finley             | tévéfilm                                                  |
| 2006 |                       | Lesser Evil         | Karen Max          | tévéfilm                                                  |
| 2012 | Állatszabadítók       | Animal Intervention | önmaga (házigazda) | reality show (vezető producer)                            |
| 2020 |                       | Boned               | nem szerepel       | rendező és forgatókönyvíró (6 epizód) producer (1 epizód) |

## Fordítás
- Ez a szócikk részben vagy egészben  az   Alison Eastwood című angol Wikipédia-szócikk ezen változatának fordításán alapul.  Az eredeti cikk szerkesztőit annak laptörténete sorolja fel. Ez a jelzés csupán a megfogalmazás eredetét és a szerzői jogokat jelzi, nem szolgál a cikkben szereplő információk forrásmegjelöléseként.